# Пеннабіллі
Пеннабіллі (італ. Pennabilli) — муніципалітет в Італії, у регіоні Емілія-Романья, провінція Ріміні.
Пеннабіллі розташоване на відстані близько 220 км на північ від Рима, 105 км на захід від Анкони, 55 км на захід від Пезаро, 32 км на захід від Урбіно.
Населення — 2928 осіб (2014).

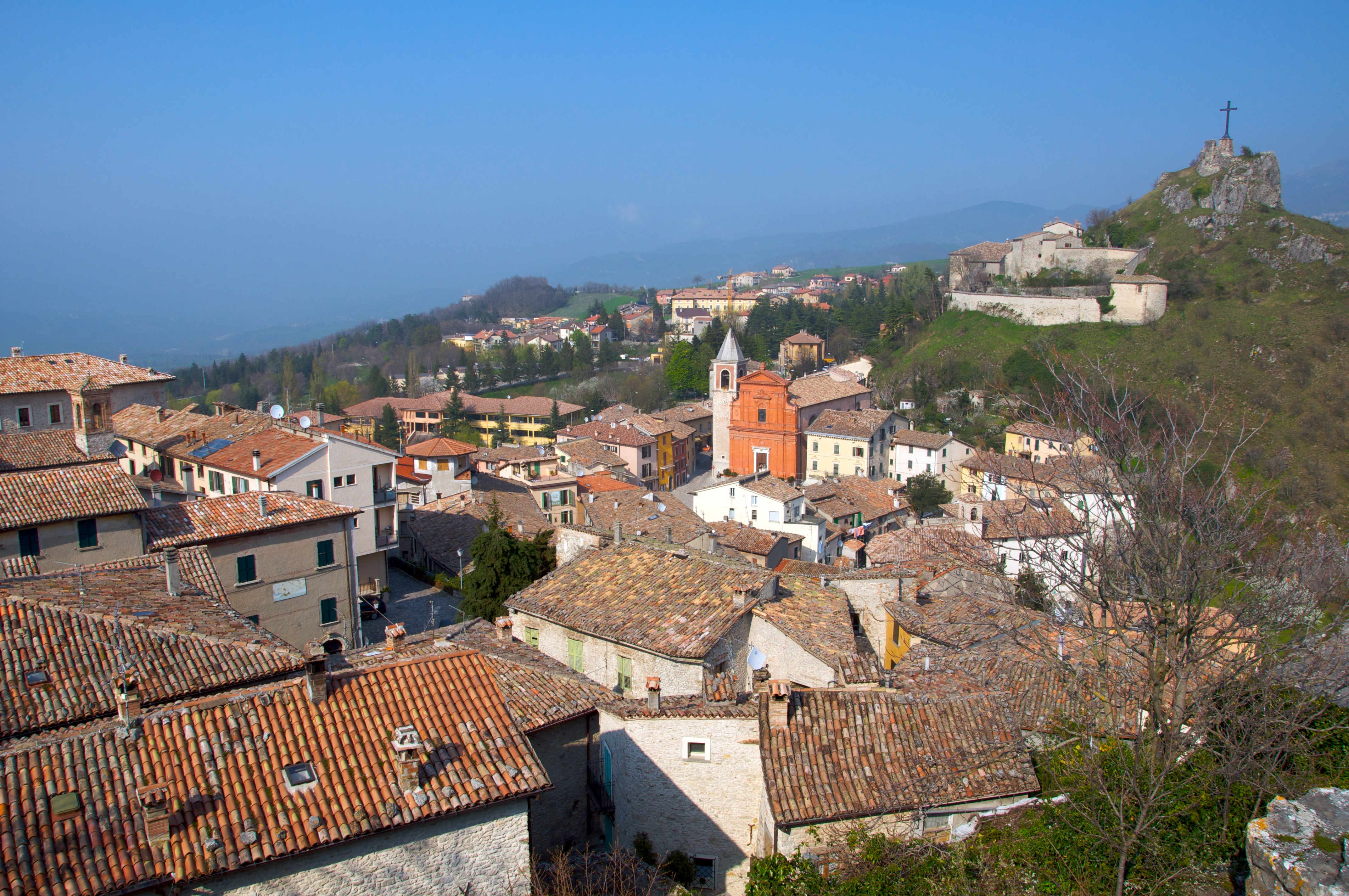

Щорічний фестиваль відбувається 5 травня. Покровитель — San Pio V.

## Демографія
Населення за роками:

Станом на 1 січня 2023 року в муніципалітеті офіційно проживало 115 іноземців з 31 країни, серед них 41 громадянин країн Євросоюзу та 7 громадян України.

## Сусідні муніципалітети
- Бадія-Тедальда
- Карпенья
- Кастельдельчі
- Майоло
- Монтекопіоло
- Новафельтрія
- Сант'Агата-Фельтрія
- Сестіно